# گنادی پریگودا
گنادی پریگودا (به انگلیسی: Gennadiy Prigoda) (زادهٔ ۲ مهٔ ۱۹۶۵) شناگر اهل شوروی است.